# Walter Mittelholzer

Lví tanec, Waikoma, Kilimandžáro
1929-30

Pyramidy v Gíze, 1929-1930

Walter Mittelholzer (2. dubna 1891 St. Gallen – 9. května 1937 Hochschwab) byl švýcarský průkopník letectví, pilot a fotograf. Věnoval se také psaní o cestování a byl jedním z prvních podnikatelů v letectví.

## Životopis
Narodil se 2. dubna 1894 v St. Gallenu jako syn pekaře. Svou první pilotní licenci získal v roce 1917 a o rok později dokončil výcvik jako vojenský pilot. Spolu s Alfredem Comtem založili ke dni 5. listopadu 1919 podnik Comte, Mittelholzer, and Co. zabývající se leteckou fotografií a leteckou přepravou pasažérů. V roce 1920 se spojili s finančně silnější společností Ad Astra Aero. Mittelhofer se stal ředitelem společnosti a jejím hlavním pilotem.
Mittelholzerovi se jako prvnímu podařilo přeletět celou Afriku ze severu na jih. Trvalo mu to 77 dní. Startoval v Curychu 7. prosince 1926, letěl přes Alexandrii a přistál 21. února 1927 v Kapském Městě. O něco dříve v roce 1923, byl prvním kdo provedl vážný letecký průzkum Špicberků v jednoplošníku firmy Junkers. Dne 15. prosince 1929 se zapsal do dějin jako první člověk, který přeletěl přes horu Kilimandžáro. Plánoval i přelet nad Mount Everestem v roce 1930. V roce 1931 byl jmenován technickým ředitelem nové letecké společnosti Swissair, která vznikla sloučením společností Ad Astra Aero a Balair.
Během života publikoval mnoho knih s leteckými fotografiemi a propagoval své expedice ve filmech a médiích. Zemřel v roce 1937, kdy zahynul při horolezecké expedici na horský masiv Hochschwab ve Štýrsku.
Spolu s dalšími švýcarskými průkopníky letectví je připomínán na švýcarské poštovní známce vydané v lednu 1977. Jeho dědictvím je 18500 leteckých fotografií, které uchovává knihovna ETH v Curychu.

## Vybrané publikace
- Im Flugzeug dem Nordpol entgegen: Junkers'sche Hilfsexpedition für Amundsen nach Spitzbergen, 1923 (spolu s  Kurtem Wegenerem, Adolfem Miethem, Hansem Boykowem). Orell Füssli, 1924
- Die Schweiz aus der Vogelschau: 274 Abbildungen aus der Sammlung von Walter Mittelholzer (spolu s  Otto Flückiger. Eugen Rentsch, 1926
- Persienflug (spolu s Otto Flückiger). Orell Füssli, 1926
- Kilimandjaro Flug. Orell Füssli, 1930
- Alpenflug (spolu s F. Hass, Hans Kempf, Willi Fritz Burger). Orell Füssli, 1930
- Mittelmeerflug, mit 120 Fliegeraufnahmen und einer Einleitung (spolu s Gustav Ehrhardt). Rascher & cie, 1930
- Tschadseeflug: Mit dem drei-motorigen Fokker der Swissair durch die Sahara zum Tschadsee (spolu s Auguste Piccard). Schweizer aero-revue, 1932
- Abessinienflug: Mit dem dreimotorigen Fokker an den Hof des Negus Negesti. Schweizer aero-revue, 1934
- Fliegerabenteuer (spolu s Willi Rickmer Rickmers, Werner von Langsdorff). Brockhaus, 1938
- Die Schweiz von damals, 1917–1937: 350 historische Flugaufnahmen (spolu s Walter M. Borner). Weltbild-Verlag, 2005

## Fotogalerie
Fotografie Československa z roku 1931

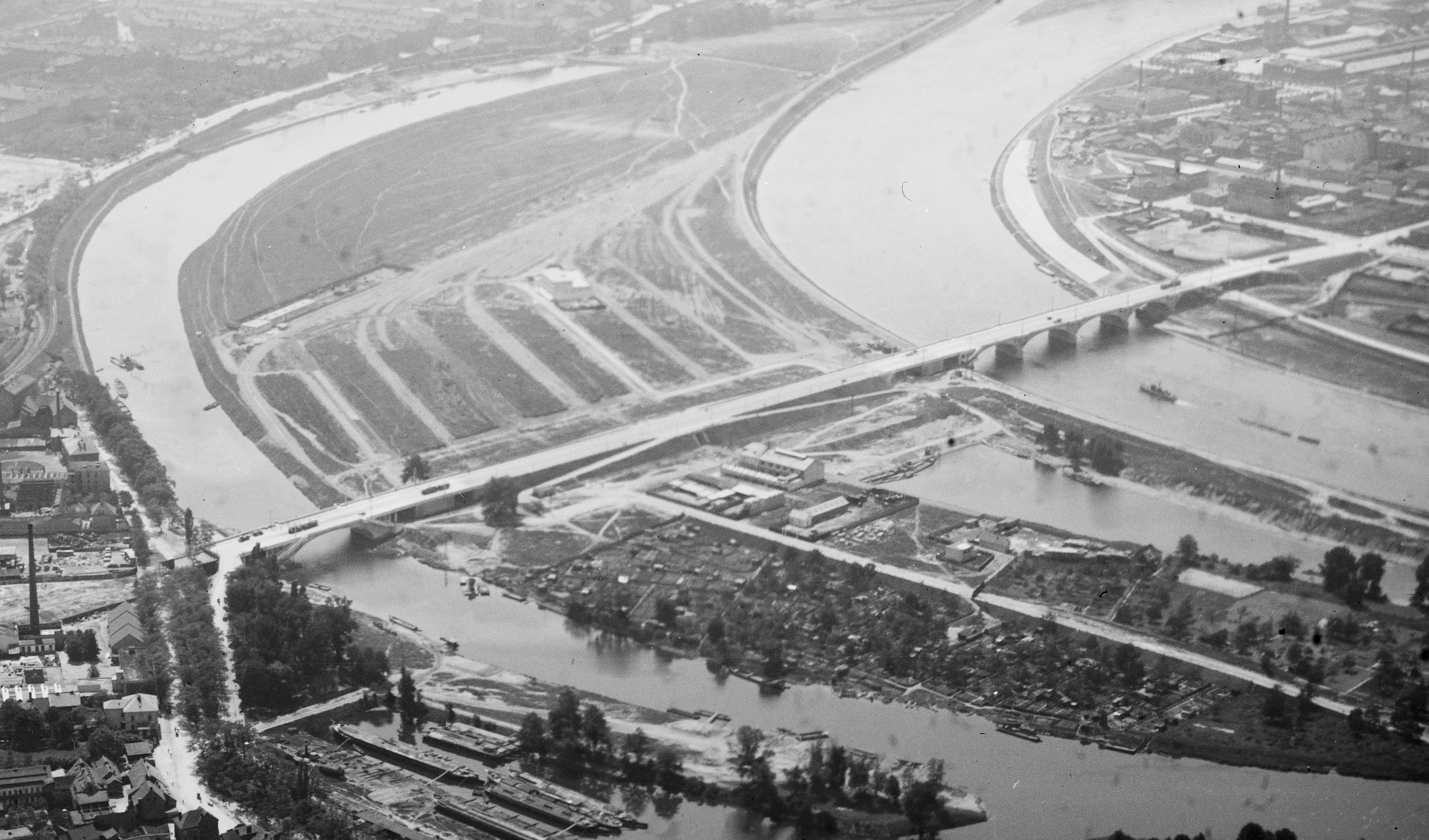
Libeňský most
Hradčany
Václavské náměstí

Další

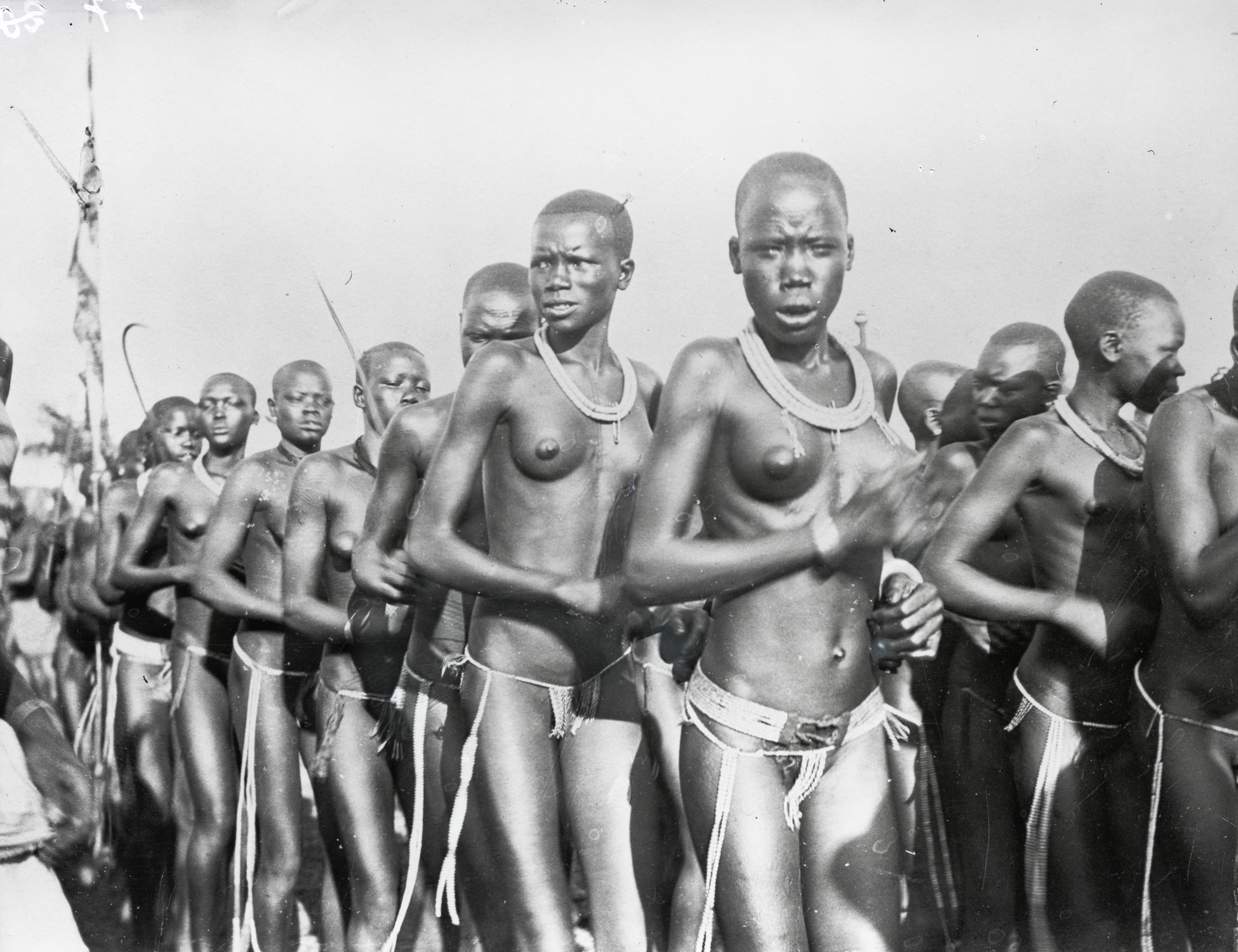
Ženy kmene Nuerů při tanci, z cyklu Kilimanjaroflug 1929-30
Offizierspatrouilleauf Sattel Surettatal und Val d'Ernet
Qazvin-Tor (Teheran)-Persienflug 1924-1925
Zelte im Schatten der Schirmakazien im Serengeti-Camp-Kilimanjaroflug 1929-30
Einbruchskrater des Lengai-Kilimanjaroflug 1929-30
St. Johnbai mit Kp. Müller Vorlandebene von Nord-Osten aus 1400 m Höhe-Spitzbergenflug 1923